# Dercy
Dercy ist eine französische Gemeinde mit 394 Einwohnern (Stand: 1. Januar 2022) im Département Aisne in der Region Hauts-de-France. Sie gehört zum Arrondissement Laon und zum Kanton Marle. 

## Geographie
Die Gemeinde Dercy liegt am Südwestrand der Thiérache an der Mündung des Flusses Vilpion in die Serre, etwa 15 Kilometer nordnordöstlich des Stadtzentrums von Laon und 22 Kilometer südwestlich von Vervins. Nachbargemeinden von Dercy sind Erlon im Norden und Nordosten, Voyenne im Nordosten und Osten, Froidmont-Cohartille im Südosten, Barenton-sur-Serre im Süden, Mortiers im Südwesten und Westen sowie Bois-lès-Pargny im Nordwesten. 

## Bevölkerungsentwicklung
| Jahr                       | 1962 | 1968 | 1975 | 1982 | 1990 | 1999 | 2006 | 2014 | 2021 |
| Einwohner                  | 468  | 412  | 386  | 381  | 361  | 399  | 396  | 388  | 388  |
| Quellen: Cassini und INSEE |      |      |      |      |      |      |      |      |      |

## Sehenswürdigkeiten

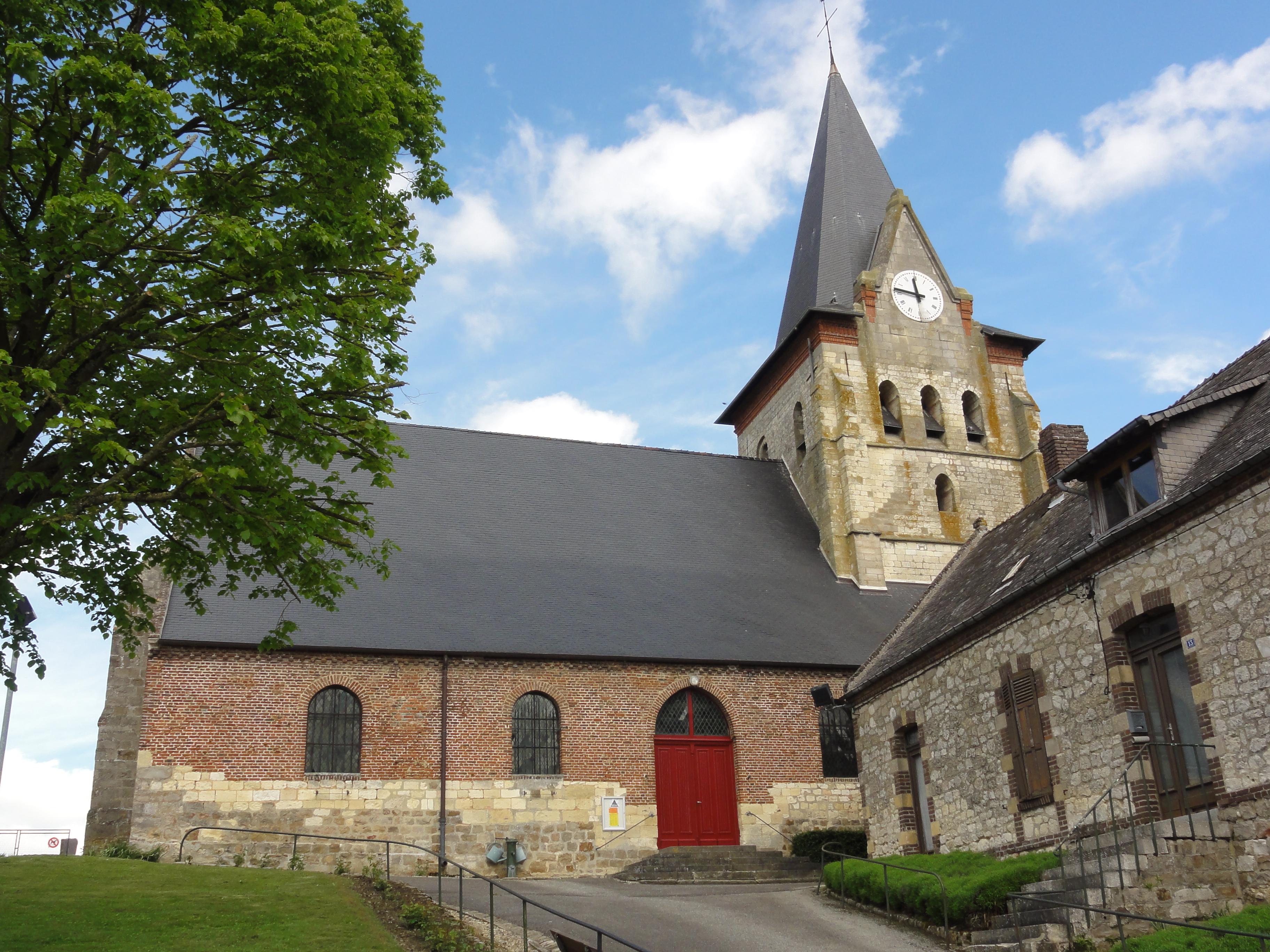
Kirche Saint-Quentin
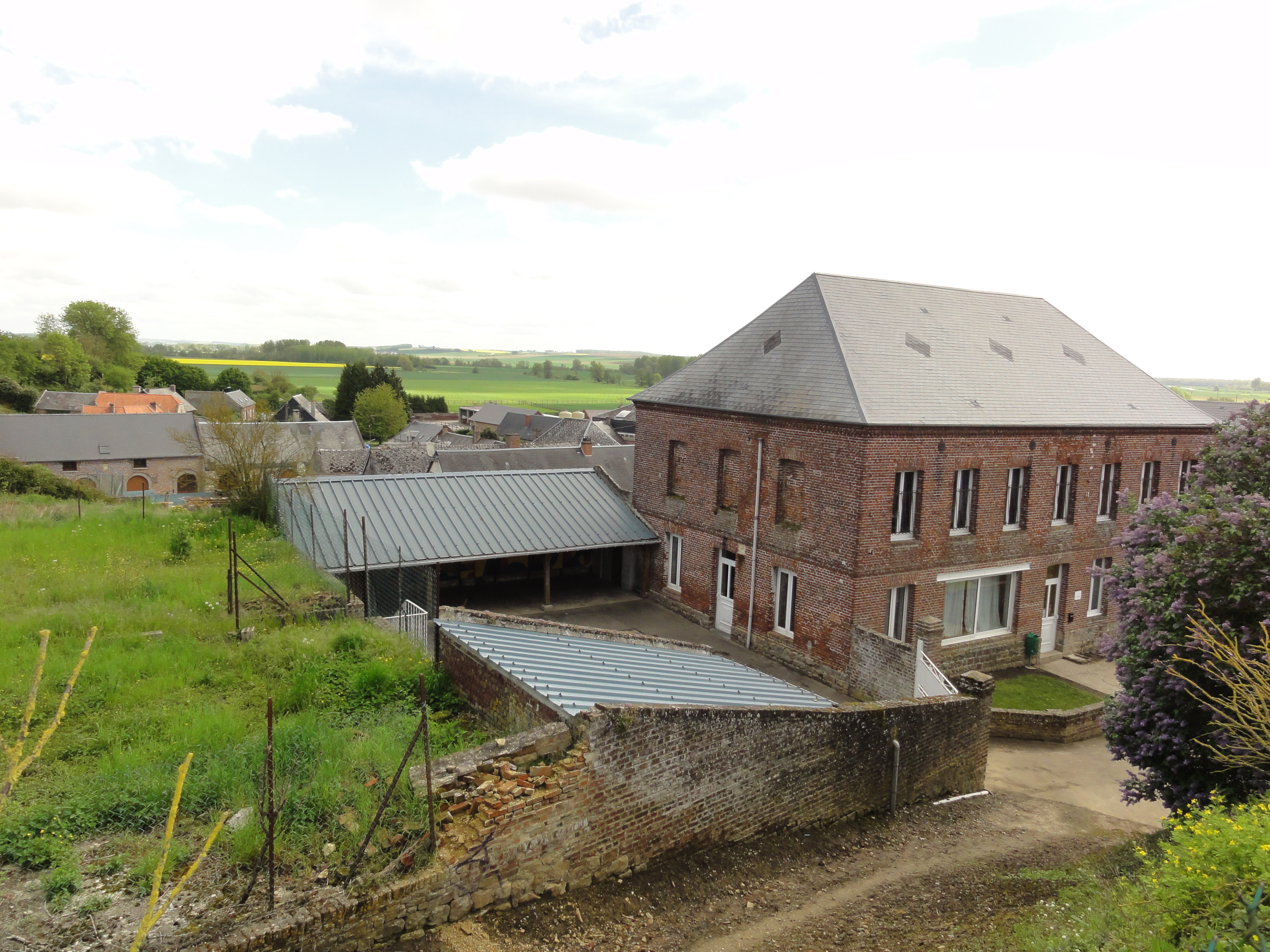
Schule
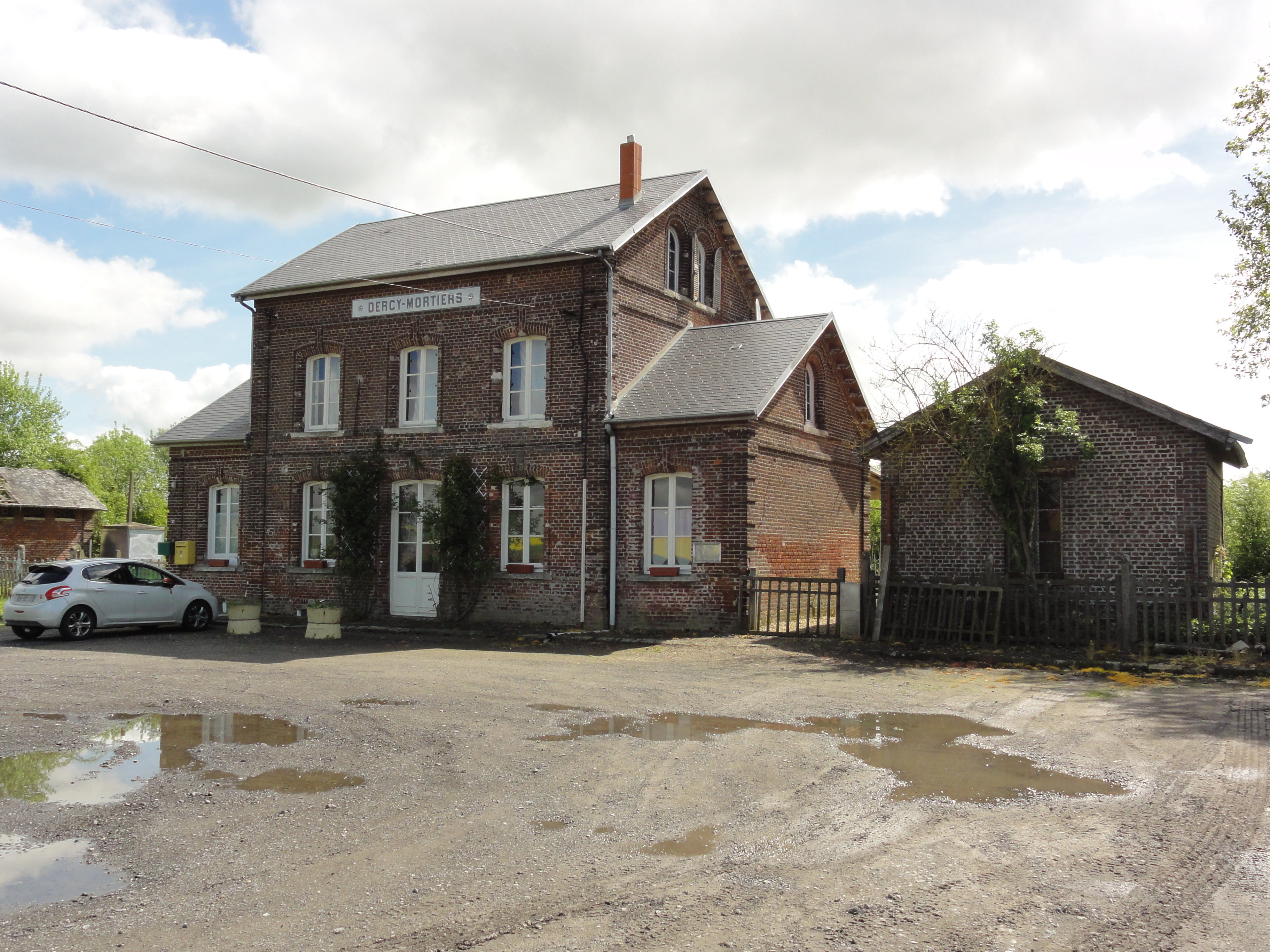
Bahnhof Dercy-Mortiers
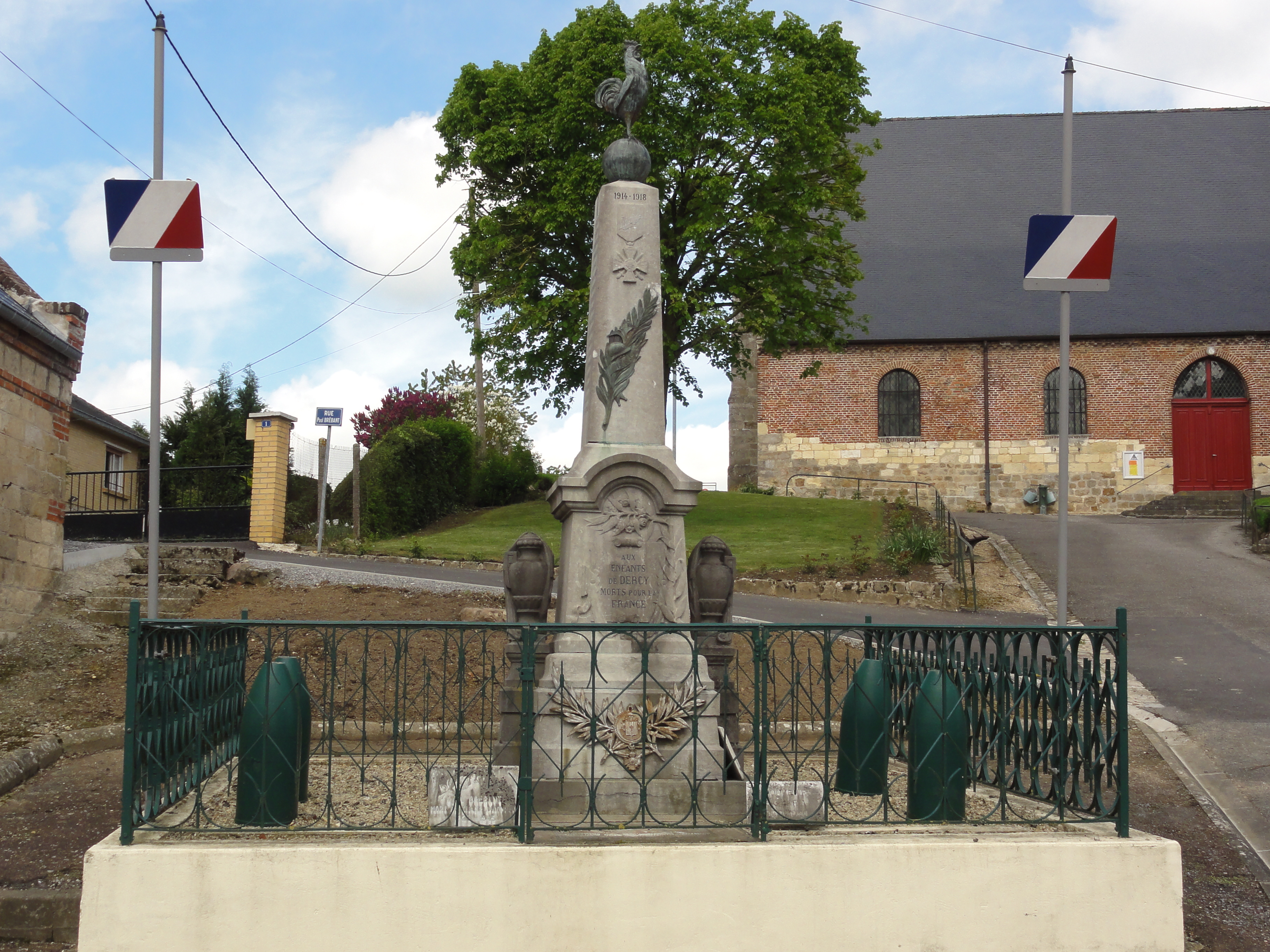
Gefallenendenkmal

- Kirche Saint-Quentin
- Schule
- Bahnhof Dercy-Mortiers
- Gefallenendenkmal